# Marcelo Marcote
Marcelo Marcote (Lanús, Provincia de Buenos Aires, 21 de diciembre de 1966) es un actor infantil y juvenil argentino retirado y médico pediatra que fue reconocido por su participación en telenovelas, películas y publicidades argentinas. Ganó a los 7 años, en 1973 el premio Martín Fierro por su actuación en la telenovela Rolando Rivas, taxista, emitida en 1972.

## Biografía
Hijo de un padre que trabajaba en un frigorífico, nació en Lanús el 21 de diciembre de 1966, pero reside desde que tenía una semana de vida en Avellaneda, donde cursó tanto el jardín de infantes como la primaria en la Escuela 17. Fue en esta escuela donde el marido de su maestra de jardín de infantes, que era fotógrafo, les pidió autorización a los padres para sacarle fotos a sus hijos para que participaran de un concurso de expresión. Marcelo ganó el premio y cuando ingresó a una agencia de publicidad, lo convocaron para hacer la publicidad de las zapatillas Pampero. Con el tiempo fue protagonista de avisos de dulce de leche Sancor y de Bonafide.
Alberto Migré lo convocó para actuar en la exitosa telenovela Rolando Rivas, taxista (1972), y es así como ganó el premio Martín Fierro, categoría Revelación, en 1973.
Compartió escenas con: Luis Sandrini, Susana Campos, Claudio García Satur, Ricardo Darín, Olinda Bozán, Arturo Puig, Cristina del Valle, Osvaldo Miranda, Ernesto Bianco, China Zorrilla, Ignacio Quirós, Antonio Gasalla, Irma Roy y Arnaldo André, entre otros.
Luego de la gran la fama que le dio la televisión, el cine, el teatro y las publicidades, dejó la actuación a los 17 años. Su última programa fue con Elvira Romei, en el Canal 13, donde dijo tener un altercado con la producción del programa, lo que lo terminó por decidir a renunciar.
Ingresó al Hospital Finochietto (actual Hospital Presidente Perón) de Avellaneda, en 1983, para colaborar en forma gratuita como extraccionista. Se recibió de médico en 1994, en la Universidad de Buenos Aires.
En una entrevista en el programa de televisió "Infama", el ex niño pródigio confesó: "No concibo mi vida si no estoy en el hospital público", "La carrera es una decisión propia y trabajar de lo que a uno le gusta tiene un plus". Además agregó:
"No volvería a la actuación porque ya tengo mi vocación y hay muchos actores buenos en el país. Fue una época linda cuando fui actor y me ayudó a crecer pero es una etapa de mi vida que cerré."
En enero de 2020 fue nombrado director asociado del Hospital Presidente Perón de Avellaneda.
Está casado con una pediatra, Karina, a la que conoció haciendo las residencias, con la que lleva más de 20 años juntos. Tiene un hijo, Manuel, nacido en 2007.
Es fanático del club Independiente de Avellaneda.

## Filmografía
Actuó en las siguientes películas y series:
- 1981 El tiempo de los chicos  3 episodios.
- 1980 Los hermanos Torterolo (TV) 3 episodios
- 1979 Somos nosotros (TV) Marcelo. 19 episodios
- 1978 Los médicos
- 1978 Juana rebelde (TV) Rábano. 19 episodios
- 1977 Las aventuras de Pikín Película.
- 1976 Tú me enloqueces
- 1976 Los chicos crecen  Carlitos "Taruguito".
- 1976 Cuentos para la noche (TV), El viejo y el faro (1976)
- 1975 Nazareno Cruz y el lobo (Película)
- 1975 El inglés de los güesos (Película para Televisión)
- 1975 Tu rebelde ternura (TV) 39 episodios
- 1974 Rolando Rivas, taxista (película), Quique.
- 1974 Un viaje de locos
- 1974 Martín (TV), Martín
- 1973 Siempre fuimos compañeros.
- 1972 Rolando Rivas, taxista (TV)
- 1972 El profesor tirabombas

## Discografía
Marcelo Marcote - "La más linda mamita"  Disco simple RCA (1973) https://www.discosterribles.com.ar/2020/08/marcelo-marcote.html
- Datos: Q28466007